# Peter Greste

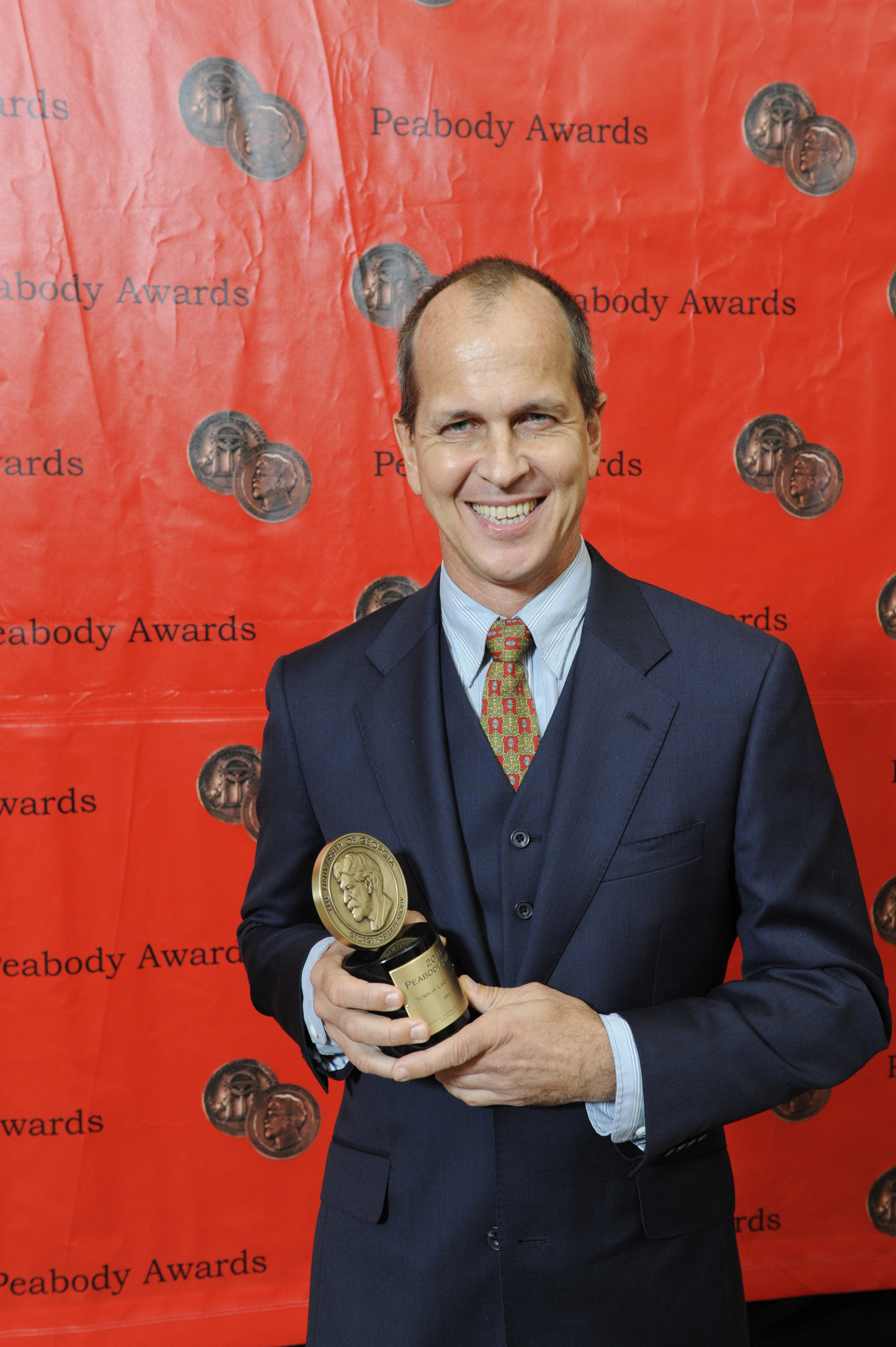
Bei der Verleihung des Peabody Awards, Waldorf Astoria, Mai 2012

Peter Greste (* 1965 in Sydney) ist ein lettisch-australischer Kriegsberichterstatter, Dokumentarfilmer, Journalist und Publizist. Er ist Professor für Journalismus an der Macquarie University und Geschäftsführer der Alliance for Journalists' Freedom.

## Leben
Grestes Vorfahren sind Letten, seine Eltern heißen Juris und Lois Greste. Er selbst ist Doppelstaatsbürger von Australien und Lettland, lebt seit 2009 in Nairobi und ist seit 2010 mit der Wildtierbiologin Paula Kahumbu verheiratet.
Seit 1995 berichtet Greste von den Krisenherden der Welt, zunächst vom Krieg in Afghanistan, danach vom Kosovokrieg, ab 2001 erneut aus Afghanistan, schließlich vom Chiapas-Konflikt in Mexiko, vom Nahostkonflikt, aus verschiedenen Staaten Afrikas und schließlich vom Arabischen Frühling und seinen Folgen. Seine BBC-Dokumentation Somalia: Land of Anarchy (2011) wurde mit dem renommierten Peabody Award ausgezeichnet.
Am 29. Dezember 2013 wurden Greste, der Kairoer Al-Jazeera-Büroleiter Mohammed Fahmy und der Produzent Baher Mohammed mit der Behauptung verhaftet, sie hätten falsche Nachrichten verbreitet, „um die nationale Sicherheit Ägyptens zu beeinträchtigen“. Am 23. Juni 2014 wurden die drei Auslandskorrespondenten zu sieben bzw. zehn Jahren Haft verurteilt. „Das Urteil stieß international auf scharfe Kritik.“ Am 1. Januar 2015 gab das Kairoer Kassationsgericht einem Berufungsansuchen statt, hob die Haft der Angeklagten jedoch nicht auf. Nach 400 Tagen Haft schob Ägypten am 1. Februar Greste in sein Heimatland Australien ab. Greste solle den Rest seiner siebenjährigen Haftstrafe in Australien absitzen, sagte ein Vertreter des ägyptischen Innenministeriums. Ungewiss blieb zunächst das Schicksal seiner Kollegen Mohammed Fahmy und Baher Mohammed, die später begnadigt wurden.

### Bewertung
Internationale Beobachter sahen die Inhaftierung der drei Journalisten in Ägypten vor dem Hintergrund des Streites zwischen der ägyptischen Regierung und dem Emirat von Katar, dem Al Jazeera gehört. Karim Al-Gawahry schrieb nach der Abschiebung Peter Grestes in der tageszeitung: „Das Ganze hinterlässt auch einen bitteren Geschmack, weil Journalisten hier in Wirklichkeit ein Faustpfand in einem Streit zwischen der ägyptischen Regierung und dem Emirat Katar waren, das den Fernsehkanal Al Jazeera besitzt. Kaum verbessert sich die politische Wetterlage zwischen beiden, wird der Faustpfand aufgegeben. Eingesperrte Journalisten als Verhandlungsmasse? Zynischer kann man mit Pressefreiheit und Menschen kaum umgehen.“
Nach seiner Freilassung nutzte Greste den Fall als Plattform, um sich für Meinungsfreiheit und freie Medien einzusetzen. Er trat mehrfach öffentlich auf und sprach über die Bedeutung freier und unbelasteter Medien für eine funktionierende Demokratie.

## Anerkennung und Auszeichnungen
- 2011: Peabody Award für eine BBC-Dokumentation über Somalia[9]
- 2015: Zwei Wochen nach seiner Entlassung aus dem Gefängnis und seiner Abschiebung aus Ägypten im Februar 2015 nahm Greste in London im Namen seiner selbst und zweier Al Jazeera-Kollegen, Baher Mohamed und Mohamed Fahmy, einen Sonderpreis der Royal Television Society für seine Verdienste um den Journalismus entgegen[10]
- 2015: Australische Menschenrechtsmedaille
- Träger des Freedom of Speech Award der International Association of Press Clubs und des ANZAC Peace Prize der RSL[11]